# Cère
Die Cère ist ein Fluss im Südwesten Frankreichs. Sie entspringt in den Monts du Cantal, am Col de Font de Cère, im Gemeindegebiet von Saint-Jacques-des-Blats. Sie entwässert generell Richtung Westen und mündet nach rund 120 Kilometern bei Girac als linker Nebenfluss in die Dordogne.
Im Mittellauf wird die Cère aufgestaut und bildet den Stausee von Saint-Étienne-Cantalès.

## Durchquerte Départements
- Cantal (in der Region Auvergne-Rhône-Alpes)
- Corrèze (in der Region Nouvelle-Aquitaine)
- Lot (in der Region Okzitanien)

## Orte am Fluss
- Saint-Jacques-des-Blats
- Vic-sur-Cère
- Arpajon-sur-Cère, nahe Aurillac
- Sansac-de-Marmiesse
- Laroquebrou
- Gagnac-sur-Cère
- Bretenoux

## Nebenflüsse
(Reihenfolge in Fließrichtung)
| Linke Nebenflüsse: - Lentat (11 km) - Roannes (20 km) - Pontal (13 km) - Escalmels (25 km) | Rechte Nebenflüsse: - Mamou (15 km) - Jordanne (41 km) - Authre (42 km) - Auze (15 km) - Orgues (11 km) |

## Sehenswürdigkeiten
- Gorges de la Cère, eine imposante Schlucht